# Ширнак (аеропорт)
Аеропорт Ширнак (IATA: NKT, ICAO: LTCV) (тур. Şırnak Şerafettin Elçi Havalimanı) — цивільний аеропорт поблизу міста Джизре, провінції Ширнак, Туреччина, за 60 км від центру міста Ширнак.
Аеропорт відкрито 26 липня 2013 року
 
Названо на честь Шерафеттіна Елчі (1938-2012). 

## Авіалінії та напрямки, вересень 2023
| Авіакомпанія     | Пункт призначення              |
| ---------------- | ------------------------------ |
| AnadoluJet       | Анкара, Стамбул–Сабіха Гьокчен |
| Turkish Airlines | Стамбул                        |

## Статистика
Див. джерело запитів Вікіданих та джерела.